# Bohuniczky Szefi
Bohuniczky Szefi, Maller Dezsőné Bohuniczky Jozefa (Nagypécsely, 1892. március 29. – Budapest, 1969. február 28.) magyar írónő, a Nyugat munkatársa.

## Élete

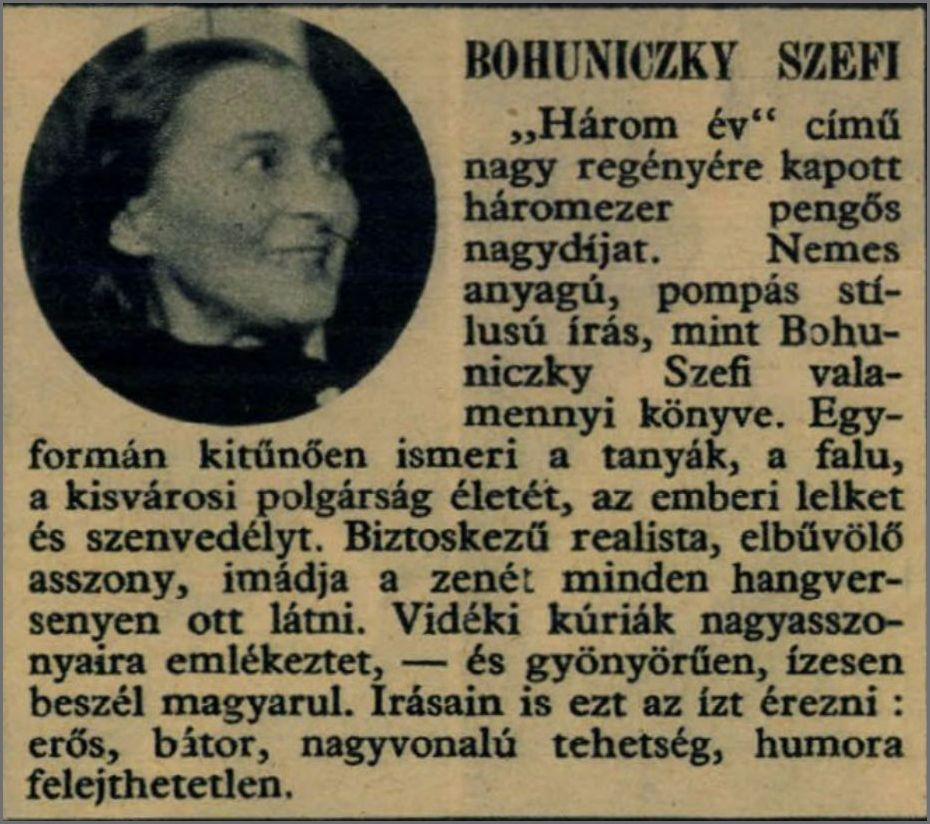
Az 1942. évi Baumgarten-díjasok között

Bohuniczky Kálmán Vas vármegyei intéző és Frank Róza leányaként született. Vidéki középbirtokos családban nőtt fel, Csibehegy-pusztán. Szülei többször vendégül látták Jókai Mórt és ismerősük volt Kaffka Margit is. Tízévesen Eperjesre, az angolkisasszonyok zárdájába küldték tanulni. Az ottani szokás szerint zongorázni, kézimunkázni tanították, de a nyelvtani szabályokra nem. 15 évesen, miután nővére tüdővészben meghalt, a zárdából kivették, otthon nevelőnő tanította. Álnéven elküldte egy elbeszélését a Kaposvári Hírlapba, majd a szerkesztőség dicsérete után elhatározta, hogy írónő lesz. Első szerelmétől szülei eltiltották, 1912-ben kényszerházasságot kötött a hencsei református templomban a csurgói református gimnázium tanárával, Maller Dezsővel. Az első világháború kitörésekor külföldön utazgatott. Ekkor kezdett verseket küldeni a Nyugatba, Ignotus Hugó biztatta a folytatásra. A háború után a férje, mint kommunistagyanús elem ellen körözést adtak ki, el kellett költözniük a fővárosba, ott látta vendégül Szabó Dezsőt és Móricz Zsigmondot.
A harmincas években sorra jelentek meg kötetei, 1938-ban Baumgarten-jutalmat, 1942-ben pedig Baumgarten-díjat kapott. Budapest bombázása elől Siófokra költözött, ahol egy könyvkereskedésből tartotta fenn magát. A második világháború után kölcsönkönyvtárat létesített Medvecky Bellával és Szili Leontinnal közösen. Ezt az 1950-es években államosították, egyes könyveket pedig betiltottak és bezúztak. 1947-ben még megjelenhetett egy könyve, nemsokára azonban kizárták az Írószövetségből. 1956 után baráti segítséggel az Irodalmi Alap támogatásából élt, és néhány visszaemlékezése is megjelenhetett pályatársairól, regényeit azonban elfelejtették. 1969. március 7-én délután helyezték örök nyugalomra a Farkasréti temetőben.

## Emlékezete
Tüskés Tibor kezdeményezésére 2007. augusztus 11-én Pécselyen felavatták emléktábláját.
Szülőházát a 2020-as évek elején lebontották, helyén új ház épült.

## Művei
- Nők. B. Sz. novellái. Fáy Dezső fametszeteivel. (Pápa, 1930)
- Rigó. B. Sz. novellái. (Pápa, 1930)
- Szegény ember (regény, Magyar mesgyén. Bp., 1934; Új magyar regények. 2. kiad. 1944)
- Eszteregi hitbizomány (regény, Nyugat Könyvek. Bp., 1936)
- Három év. I–II. köt. (regény, Új magyar regények. Bp., 1941; olaszul: Roma, 1944)
- Asszonyok és lányok (regény, Új magyar regények. Bp., 1942)
- Válság (regény, Bp., 1943)
- Lázas évek (regény, Magyar írók. Bp., 1947)
- Egy Móricz-vers története (Irodalomtörténet, 1957. 1. sz.)
- Emlékezés Szabó Dezsőre (Irodalomtörténet, 1958. 1. sz.)
- Az elfelejtett Centrál kávéház (Vigilia, 1959. 8. sz.)
- Két vacsora. Emlékezés Móricz Zsigmondra (Nagyvilág, 1959. 8. sz.)
- Arcképvázlat Pap Károlyról (Jelenkor, 1961. 3. sz.)
- Emlékezés Osvát Ernőre (Irodalomtörténet, 1961. 2. sz.)
- Schöpflin Aladár és baráti körünk (Irodalomtörténet, 1962. 1. sz.)
- A fiatal Németh László és környezete (Jelenkor, 1962. 6. sz.)
- Otthonok és vendégek. Önéletrajzi írások. Összeáll., a szöveget gondozta és az előszót írta Petrányi Ilona. (Bp., 1989)